# Luke Kelly
Luke Kelly (Dublín, 7 de novembre de 1940 – Ídem, 30 de gener de 1984) va ser un cantant, músic tradicional i actor irlandès. Nascut en una família de classe treballadora de la capital irlandesa, Kelly es va traslladar a Anglaterra abans de fer vint anys, convertint-se en poc temps en un artista involucrat en la recuperació de la música tradicional. Durant la dècada de 1960 va tornar a Dublín, destacant com un dels membres fundadors de la banda The Dubliners. Més tard es faria especialment conegut pel seu estil de cant distintiu, així com pels seus missatges polítics; l'Irish Post i altres comentaristes han recordat a Kelly com un dels cantants de folk més importants d'Irlanda.

## Discografia

### Àlbums compilatoris
| 1994 | The Collection - Discogràfica: - Format: CD            | 1  |
| 1999 | Working Class Hero - Discogràfica: - Format: CD        | 10 |
| 2004 | The Best Of - Discogràfica: - Format: CD               | 2  |
| 2005 | The Performer - Discogràfica: - Format: CD             | 14 |
| 2007 | Working Class Hero - Discogràfica: - Format: CD        | 33 |
| 2010 | The Definitive Collection - Discogràfica: - Format: CD | 7  |

### Senzills
| 2013 | The Auld Triangle with The Dubliners - Discogràfica: - Format: Digital | 80 |

### DVD
| 2005 | The Performer - Discogràfica: - Format: DVD | 1 |